# لوئیز دو ویلمورن
لوئیز دو ویلمورن (به فرانسوی: Louise de Vilmorin) نویسنده قرن بیستم میلادی اهل فرانسه است.